# De wording
De wording is een bibliofiele uitgave van de Regulierenpers met twee gedichten van Ida Gerhardt die verscheen ter gelegenheid van de 50e verjaardag van Beatrix der Nederlanden.

## Geschiedenis
Bij de 50e verjaardag van de koningin van Nederland werd haar als nationaal geschenk door de regering een documentaire aangeboden met de titel De Wording - Observaties bij het ontstaan van vijf kunstwerken, geregisseerd door documentairemaker Cherry Duyns. Hierin kwamen verschillende kunstenaars aan het woord die trachtten uit te drukken hoe een kunstwerk tot stand komt: de wording van hun kunstwerk. In deze documentaire figureerde ook Ida Gerhardt die te zien is tijdens het schrijf-, dus wordingsproces van het ongetitelde gedicht:
Langzaam opent zich het inzicht
dat een werkelijk vers iets levends
is, van stonde aan een wonder.
Gerhardt werd getoond tijdens het schrijven en ze droeg het gedicht voor.

### Uitgave
In die tijd was Ben Hosman van Athenaeum - Polak & Van Gennep haar uitgever. Hij was enkele jaren eerder begonnen met het drukken op een private press die hij de naam Regulierenpers had gegeven. Naar aanwijzingen van Cherry Duyns, Marc Felperlaan en Menno Euwe zette en drukte Hosman op 17 maart 1988 de twee gedichten Over de eerbied en Langzaam opent zich het inzicht. De uitgave verscheen in een oplage van twintig exemplaren. Het vouwblad werd gevat in een los omslag. Het drukken, dus de wording van de gedrukte uitgave, werd in de documentaire ook getoond.
Het gedicht 'Over de eerbied' is opgenomen in Het sterreschip (1979); het gedicht 'Langzaam opent zich het inzicht' werd later opgenomen in De adelaarsvarens (1988).